# Eme 15 (álbum)
Eme 15 es el álbum debut de la banda mexicana Eme 15, el cual fue lanzado al mercado mexicano el 26 de junio de 2012 por el sello discográfico Warner Music México/Nickelodeon Records, las canciones además pertenecen a la banda sonora de la telenovela Miss XV de Nickelodeon Latinoamérica, Grupo Televisa y RCN Televisión. La banda recibió su primer disco de oro en México por las altas ventas obtenidas por su álbum debut, en la entrega de los Kids Choice Awards México 2012. La banda también recibió disco de oro en Argentina por las altas ventas de su disco debut en dicho país.

## Antecedentes
El concepto reúne a los seis protagonistas Paulina Goto, Eleazar Gómez, Natasha Dupeyrón, Yago Muñoz, Macarena Achaga y Jack Duarte, quienes en la serie, producción de Pedro Damián e historia original de Jorge Durán Chávez, son un grupo de amigos que deciden formar una banda: “Eme 15” y la misma da nombre al disco.

## Producción
Eme 15 comenzó a grabar su álbum debut en la Ciudad de México en agosto de 2011. El álbum incluye 12 canciones escritas por los compositores Carlos Lara, Lynda Thomas y Pedro Muñoz. 
El álbum fue lanzado en México el 23 de junio de 2012 para la compra especial, como una liberación física en las locaciones de MixUp. El 26 de junio de 2012, el álbum estaba disponible para su compra como una descarga digital en América Latina a través de iTunes.
Una versión extendida se incluye para la compra con descarga de iTunes en México y América Latina.

## Sencillos

### Sencillos oficiales
- «Wonderland»

«Wonderland» es el sencillo debut de la banda mexicano-argentina de pop, teen, dance pop y latin pop, Eme 15, lanzado el 24 de abril de 2012, por la Warner México discográfica de Warner Music, la canción está escrita por Carlos Lara y Pedro Muñoz bajo la producción de Pedro Damian, el video de la canción fue filmado en 2011.
La banda Eme 15 presentó «Wonderland» en la entrega de los Kid's Choice Awards México 2011 el día 3 de septiembre de 2011, después de haber encontrado a la sexta integrante de la banda, luego en la Ciudad de México la banda interpretó la canción en el Auditorio Nacional de México, así como en 15º Fiesta en México en las fechas de octubre de 2011 y mayo de 2012.
- «Solamente tú»

El video nuevamente es dirigido por Pedro Damián en la ciudad de Acapulco, México. El estreno del video fue el 8 de noviembre de 2012, pero por un adelanto en MTV fue estrenado a toda Latinoamérica unos días antes de su estreno y lanzamiento oficial.

### Sencillos promocionales
Con el fin de promocionar el álbum, tres sencillos promocionales fueron puestos en libertad exclusivamente a través de iTunes en América Latina durante junio de 2012.
- «A mis quince (Miss XV)»

«A mis quince (Miss XV)» fue el primer sencillo promocional, lanzado el 12 de junio de 2012. La canción sirve como tema de apertura de la serie de televisión, Miss XV y cuenta con las voces de Paulina Goto y Natasha Dupeyrón.
- «Súper loca»

«Súper Loca» fue anunciado como el segundo sencillo promocional, y fue puesto en libertad el 19 de junio de 2012 en iTunes. La canción cuenta con las voces de las miembros femeninas de la banda.
- «Desde tu adiós»

Este fue el tercer sencillo promocional, lanzado el mismo día del estreno de «Súper loca» contando con la participación de la banda y los hombres participan con los coros, así como en los instrumentos.

## Lista de canciones
| N.º | Título                   | Escritor(es)                           | Duración |  |
| 1.  | «Wonderland»             | Carlos Lara, Pedro Muñoz               | 4:19     |  |
| 2.  | «Solamente tú»           | Carlos Lara                            | 3:59     |  |
| 3.  | «Desde tu adiós»         | Carlos Lara                            | 3:36     |  |
| 4.  | «Súper loca»             | Carlos Lara, Pedro Muñoz               | 3:08     |  |
| 5.  | «La mala vida»           | Carlos Lara, Lynda Thomas              | 3:36     |  |
| 6.  | «A mis quince (Miss XV)» | Carlos Lara                            | 3:43     |  |
| 7.  | «El mapa de mi interior» | Carlos Lara                            | 3:53     |  |
| 8.  | «La»                     | Carlos Lara                            | 4:04     |  |
| 9.  | «Te quiero más»          | Carlos Lara                            | 4:01     |  |
| 10. | «No hay manera»          | Carlos Lara                            | 3:43     |  |
| 11. | «Detrás de tu mirada»    | Carlos Lara                            | 3:50     |  |
| 12. | «Ninguna como tú»        | Carlos Lara, Lynda Thomas, Pedro Muñoz | 3:17     |  |

| iTunes bonus track |               |              |          |  |
| N.º                | Título        | Escritor(es) | Duración |  |
| 13.                | «Tengo miedo» |              | 3:22     |  |

| Edición Navideña bonus tracks |                                 |          |  |
| N.º                           | Título                          | Duración |  |
| 14.                           | «No voy a cambiar»              | 4:10     |  |
| 15.                           | «Todo lo que quiero en Navidad» | 3:16     |  |
| 16.                           | «Tú lo escuchas también»        | 3:10     |  |
| 17.                           | «Noche de paz»                  | 2:39     |  |
| 18.                           | «Dulce Navidad»                 | 3:36     |  |

- Notas
  - «No hay manera» es una canción interpretada únicamente por Paulina Goto
  - «Todo lo que quiero en Navidad» es una versión en español de la canción «All I Want for Christmas Is You» de la cantante estadounidense Mariah Carey

## Posicionamientos en listas

### Posicionamientos semanales
| 2012      |                              |   |
| Argentina | Top 100 Música Pop Argentina | 1 |
| Colombia  | ASINCOL                      | 8 |
| México    | Top 100 México               | 1 |

### Certificaciones
| País      | Organismo certificador | Certificación | Ventas certificadas | Simbolización | Ref.  |
| --------- | ---------------------- | ------------- | ------------------- | ------------- | ----- |
| Argentina | CAPIF                  | Oro           | 20 000              | ●             | [ 8 ] |
| México    | AMPROFON               | Platino       | 60 000              | ▲             | [ 9 ] |

### Posicionamientos fin de año
| 2012   |                      |    |
| México | Mexican Albums (MEX) | 17 |

## Historial de lanzamiento
| País           | Fecha                                                     | Discográfica | Formato               |
| -------------- | --------------------------------------------------------- | ------------ | --------------------- |
| México         | 26 de junio de 2012 & 12 de noviembre de 2012 (reedición) | Warner Music | CD & descarga digital |
| Colombia       | 26 de junio de 2012                                       | Warner Music | CD & descarga digital |
| Argentina      | 26 de junio de 2012                                       | Warner Music | CD & descarga digital |
| Estados Unidos | 12 de agosto de 2012                                      | Warner Music | CD & descarga digital |
| Brasil         | 25 de junio de 2013                                       | Warner Music | CD & descarga digital |